# Kaštelanski dekanat
Kaštelanski dekanat je teritorijalno-pastoralna jedinica u sastavu Splitsko-makarske nadbiskupije i metropolije. Danas obuhvaća 8 župa.
Župe u sastavu ovog dekanata su: Kaštel Gomilica, Kaštel Kambelovac, Kaštel Lukšić, Kaštel Novi, Kaštel Stari, Kaštel Sućurac, Kaštel Štafilić i Radun - Kaštel Stari.